# 鄂齐尔桑
鄂齐尔桑（穆麟德轉寫：ocirsang；？—1648年），清初蒙古族大臣。博尔济吉特氏，蒙古扎鲁特部人，扎鲁特部贝勒巴克之子。

## 生平
天命四年（万历四十七年，1619年），其父巴克被后金俘虏，天命七年（天启二年、1622年）正月，鄂齐尔桑到后金为人质，换回其父。天命八年（天启三年、1623年），被送还。天命十一年（天启六年、1626年）皇太极即位。天聪初年，扎鲁特部与明朝往来，遭后金贝勒代善等袭击，与父俱被俘，降归皇太极，隶满洲镶黄旗，旋授牛录额真。天聪三年（崇祯二年，1629年）从皇太极伐明。与扬古利击败明朝蓟州援军。天聪五年（崇祯四年，1631年）围大凌河城，击败明朝锦州援兵。天聪八年（崇祯七年，1634年）授世职三等甲喇章京。复从伐明攻大同府，击败明总兵曹文诏大军。崇德二年（崇祯十年，1637年）官至内大臣。崇德六年（崇祯十四年，1641年），跟随皇太极攻打松山，因为皇太极的大营遭到明军袭击，他防御不利，受到斥责。顺治二年（1645年），累进为三等梅勒章京。顺治五年（1648年）鄂齐尔桑卒。

## 子
- 鏗吉爾格，又作喇麻思、喇麻喇，崇德六年（1641年）淑哲公主许嫁鏗吉爾格，顺治二年（1645年）下嫁，順治五年（1648年）二月，公主薨。

## 延伸阅读
[在维基数据编辑]
 《清史稿·卷229》，出自趙爾巽《清史稿》